# HMS Indefatigable (R10)
HMS Indefatigable (R10) là một tàu sân bay hạm đội thuộc lớp Implacable được Hải quân Hoàng gia Anh đưa ra hoạt động trong Chiến tranh Thế giới thứ hai. Nó đã cùng chiếc tàu chị em Implacable hoạt động một thời gian ngắn tại Châu Âu trước khi được chuyển sang Hạm đội Thái Bình Dương Anh Quốc, và hoạt động trong giai đoạn cuối cùng của chiến tranh tại mặt trận Thái Bình Dương. Sau chiến tranh, nó đảm nhận vai trò huấn luyện cho đến khi bị tháo dỡ vào năm 1955.

## Thiết kế và chế tạo
Thiết kế của Indefatigable được cải tiến dựa trên lớp Illustrious và được xem là tương đương với lớp Essex của Hoa Kỳ, với đặc tính thiết kế gần hơn với chiếc HMS Ark Royal, với những vách sàn chứa máy bay được thu gọn để có được sự phân bố trọng lượng tốt hơn, và một sàn chứa máy bay thứ hai bên dưới. Nó cũng có một bộ động cơ thứ tư cho phép đạt được tốc độ tương đương với lớp Essex. Bằng cách sử dụng các chỗ đậu máy bay cố định ngay trên sàn đáp, chiếc tàu sân bay có thể hoạt động cho đến 81 máy bay khi phục vụ cùng Hạm đội Thái Bình Dương Anh Quốc trong những năm 1944 và 1945. Hệ thống hỏa lực phòng không sử dụng kíp nổ định thời gian và có 4 tháp điều khiển góc cao Mk V. Tám tháp pháo 113 mm (4,5 inch) nòng đôi trên tàu cũng sử dụng hệ thống điều khiển từ xa.
Indefatigable được đặt lườn vào ngày 3 tháng 11 năm 1939 tại xưởng đóng tàu nổi tiếng John Brown trên sông Clyde tại Clydebank thuộc Scotland. Nó được hạ thủy vào ngày 8 tháng 12 năm 1942 và hoàn tất vào ngày 3 tháng 5 năm 1944. Thời gian chế tạo bị trì hoãn là do thay đổi độ ưu tiên của các xưởng đóng tàu.

## Lịch sử hoạt động
Sau khi hoàn tất, Indefatigable gia nhập Hạm đội Nhà Anh Quốc, và vị chỉ huy đầu tiên của con tàu là Thuyền trưởng Đại tá Hải quân Q. D. Graham. Nhiệm vụ đầu tiên của nó, hay nói đúng hơn là một cuộc thực tập, là một loạt các cuộc không kích nhắm vào chiếc thiết giáp hạm Đức Tirpitz trong các vũng biển tại Na Uy. Các cuộc không kích này không mấy thành công do hàng loạt các trục trặc về thiết bị.
Sau một giai đoạn vào ụ tàu nhằm sửa chữa các trục trặc, chiếc tàu sân bay mới lên đường vào ngày 19 tháng 11 năm 1944 hướng sang Viễn Đông để gia nhập Hạm đội Thái Bình Dương Anh Quốc như là soái hạm của Chuẩn Đô đốc Philip Vian (nguyên là thuyền trưởng của chiếc Cossack) đang chỉ huy đội tàu sân bay của Hạm đội này. Ông chuyển cờ hiệu của mình sang chiếc tàu sân bay Indomitable khi đi đến Colombo vào ngày 10 tháng 12 năm 1944.
Ngày 1 tháng 4 năm 1945, trong khi đang hoạt động hỗ trợ cho chiến dịch Okinawa, Indefatigable bị một máy bay tấn công cảm tử kamikaze đánh trúng đáy cấu trúc thượng tầng, khiến mười bốn người thiệt mạng. Nhờ lớp sàn đáp được bọc thép, Indefatigable đã có thể tiếp tục cất cánh và hạ cánh máy bay chỉ sau 5 giờ.
Indefatigable đã hiện diện trong buổi lễ ký kết chính thức việc Nhật Bản đầu hàng vô điều kiện trên thiết giáp hạm USS Missouri vào ngày 2 tháng 9 trong vịnh Tokyo. Sau đó nó tham gia vào việc hồi hương các tù binh chiến tranh Đồng Minh, và được sử dụng như một tàu quan sát trong các cuộc thử nghiệm bom nguyên tử tại Thái Bình Dương.
Nó được cho ngừng hoạt động sau chiến tranh, nhưng được cho tái hoạt động vào năm 1950 như một tàu huấn luyện. Sau khi được cho ngừng hoạt động lần cuối cùng vào tháng 9 năm 1954, Indefatigable bị tháo dỡ vào năm 1956.